# 魚鳥木
魚鳥木（ぎょちょうもく）とは、多人数で行う遊びのひとつ。

## 遊び方
1. 参加者で車座になり、リーダーを1人決める。
2. リーダーが「魚鳥木、申すか申すか」と言い、その他の参加者が「申す、申す。」と答える。
3. リーダーが参加者の1人を指差して指名し、「魚（ぎょ）」「鳥（ちょう）」「木（もく）」のうちどれかを言う。
4. 指名された参加者は「魚」と言われた場合魚の種類を、「鳥」と言われた場合鳥の種類を、「木」と言われた場合木の種類を言う。
5. 答えられた場合、リーダーは違う参加者を指名し、ゲームを続ける。
6. 答えに詰まったり、答えを間違えた場合、その参加者はアウトとなる。
7. アウトになった参加者が次のリーダーとなり、ゲームを続ける。

遊び方のルールは、同じであるが、リーダーの口上と参加者との掛け合いには、別のバージョンもある。
1. リーダーは、車座の内側を弾むようにスキップしてまわり、♪ギョッチョモクしましょ♪と「あんたがたどこさ」に似たメロディーで歌うように言う。
2. 参加者は、続いて「しぃましょ、しぃましょ」と応える。
3. リーダーは、引き続き車座の内側を弾むようにスキップし、♪ギョッチョモクしましょ♪と「あんたがたどこさ」に似たメロディーで歌うように言う。
4. 参加者は、「そうしましょ」と応える。
5. そこでリーダーが、ターゲットになる1名の参加者を指さし、魚（ぎょ）か鳥（ちょう）か木（もく）の中から一つを指定して言う。
6. その後は、前掲の狂言風のバージョンと同様にゲームを続ける。

このゲームのルール及び内容により、ゲームの名前は「魚・鳥・木（ぎょちょうもく）」であるが、飛び跳ねながらスキップをして言う場合は、「ギョ（ッ）チョモク」と音声化されるため、通称「ギョチョモク」と呼ばれることもある。
飛び跳ねるようにスキップするバージョンは、リーダーが手や腕を振りつつ、弾けるように、踊るように、少し軽薄な感じでスキップをすると場が和む。
「ちょう（鳥）」を指定された場合は、鳥（とり）の名前を言うべきところ、間違って蝶々（チョウチョ）の名前を言ってしまったり、◎◎町や◎◎長（人）の名前を言ってしまいがちで、そのような言い間違いや失敗が、笑いとリーダー交代を誘う面白い遊び（ゲーム）である。
コンパや飲み会向けというよりも、公園、体育館、公民館、教室等、アウトドアか広めのスペースで行うのに適した遊び（ゲーム）である。